# Šandrovac
Šandrovac är en ort i Kroatien.   Den ligger i länet Bjelovar-Bilogoras län, i den nordöstra delen av landet, 80 km öster om huvudstaden Zagreb. Šandrovac ligger 147 meter över havet och antalet invånare är 855.
Terrängen runt Šandrovac är platt. Runt Šandrovac är det ganska glesbefolkat, med 43 invånare per kvadratkilometer. Närmaste större samhälle är Bjelovar, 13,3 km väster om Šandrovac. Omgivningarna runt Šandrovac är en mosaik av jordbruksmark och naturlig växtlighet.